# Етивал (Корез)
Етивал (фр. Estivals) насеље је и општина у централној Француској у региону Лимузен, у департману Корез која припада префектури Бриве ла Гајар.
По подацима из 2011. године у општини је живело 126 становника, а густина насељености је износила 14,19 становника/km². Општина се простире на површини од 8,88 km². Налази се на средњој надморској висини од 294 метара (максималној 356 m, а минималној 253 m).

## Демографија
| 1962. | 1968. | 1975. | 1982. | 1990. | 1999. | 2011. |
| ----- | ----- | ----- | ----- | ----- | ----- | ----- |
| 113   | 123   | 101   | 102   | 109   | 119   | 126   |

График промене броја становника у току последњих година